# Ceutorhynchus chalybaeus
Espèce
Ceutorhynchus chalybaeus est une espèce de Coléoptères de la famille des Curculionidae.

## Répartition
Ceutorhynchus chalybaeus est présent dans toute l'Europe.

## Plantes hôtes
La larve de Ceutorhynchus chalybaeus creuse une galle fusiforme, longue de 1 ou 2 cm, dans le pétiole (moins souvent dans la tige ou dans une nervure épaisse) ; chez les plantes poussant dans des conditions très défavorables, il peut arriver que la larve pénètre dans la nervure médiane, puis fasse quelques excursions dans la feuille elle-même.
La larve se nourrit des feuilles des plantes suivantes :
- Alliaria petiolata
- Arabidopsis arenosa
- Armoracia rusticana
- Barbarea verna
- Barbarea vulgaris
- Biscutella
- Brassica napus
- Brassica nigra
- Brassica oleracea
- Brassica rapa
- Bunias erucago
- Cakile maritima
- Calepina irregularis
- Camelina alyssum (en)
- Camelina sativa
- Capsella bursa-pastoris
- Cardamine resedifolia
- Cardaria draba
- Cochlearia officinalis
- Coincya monensis subsp. cheiranthos
- Coincya wrightii
- Crambe abyssinica (de)
- Crambe maritima
- Crambe tataria
- Descurainia sophia
- Diplotaxis muralis
- Diplotaxis tenuifolia
- Eruca vesicaria
- Erucastrum abyssinicum (ceb)
- Erucastrum gallicum
- Erysimum cheiri
- Hesperis matronalis
- Hirschfeldia incana
- Isatis floribunda (sv)
- Isatis tinctoria
- Lepidium campestre
- Lunaria annua
- Noccaea brachypetala
- Noccaea perfoliata
- Raphanus
- Rapistrum rugosum
- Rorippa amphibia
- Sinapis alba
- Sinapis arvensis
- Sisymbrium officinale
- Sisymbrium orientale (de)
- Thlaspi arvense

## Classification
Le nom valide complet (avec auteur) de ce taxon est Ceutorhynchus chalybaeus Germar, 1823.
Ceutorhynchus chalybaeus a pour synonymes :
- Ceutorhynchus chalybeus Germar, 1823
- Ceutorhynchus (Marklissus) chalybeus Germar, 1823
- Ceutorhynchus moguntiacus Schultze, 1895
- Ceutorhynchus timidus Weise, 1883